# Alonso de Ercilla
Alonso de Ercilla y Zúñiga (7. srpna 1533, Madrid – 29. října 1596, Madrid) byl španělský voják a básník. V Chile (1556–63) bojoval proti Araukánům (Mapučové) a začal tam psát epickou báseň La Araucana, která je považována za jeden z největších eposů španělského zlatého věku. Toto heroické dílo ve 37 zpěvech je rozděleno do tří částí, publikovaných v letech 1569, 1578 a 1589. Oslavuje jak násilí conquistadorů, tak odvahu Araukánů.

## Biografie
Pocházel ze šlechtické rodiny, v roce 1554 odjel bojovat do Chile proti Araukánům, v této válce proslul hrdinstvím, odvahou a taktickými schopnostmi. V roce 1562 se vrátil, vydal se na cesty po Evropě (pobýval i v Čechách). V roce 1570 se vrátil do Madridu, oženil se a zemřel v zapomenutí.
Jeho jediným literárním dílem je rozsáhlý epos o 37 zpěvech La Araucana, psaný v osmiveršových stancích. V tomto díle, které vydal v roce 1590, líčí podle své osobní zkušenosti válku proti Araukánům. Na díle je znát autorův neškolený styl, mnohé pasáže jsou banální, frázovité nebo málo poetické, celkově je ale dílo velmi živé, bezprostřední a energické a svědčí o velkém básnickém talentu. Araucana patří právě pro tuto energičnost a také pro velkou nestrannost, s níž Ercilla líčí své indiánské nepřátele, a naopak krutosti Španělů, k nejpozoruhodnějším dílům španělské literatury.

## Fotogalerie

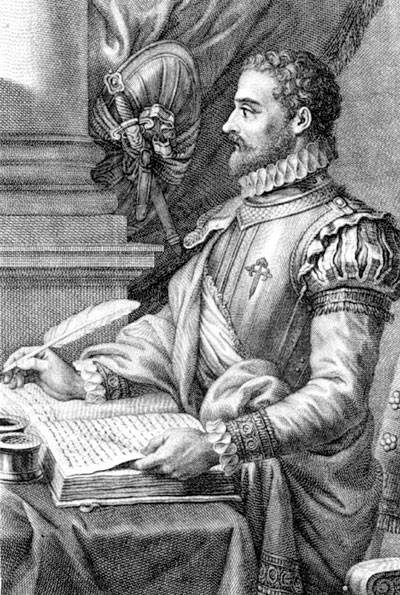
Alonso de Ercilla y Zúñiga
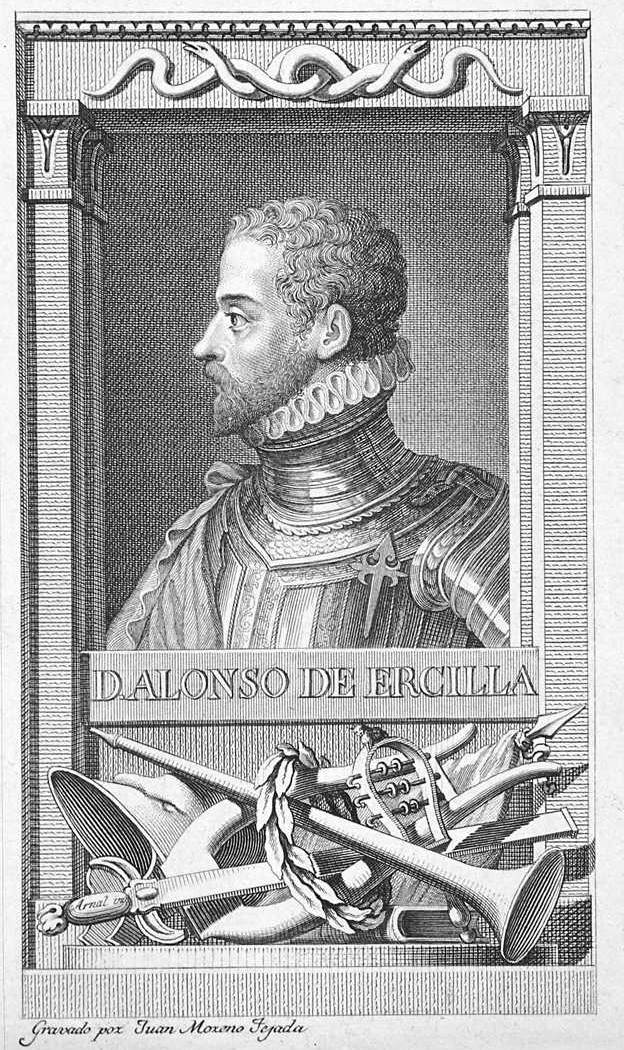
Alonso de Ercilla y Zúñiga
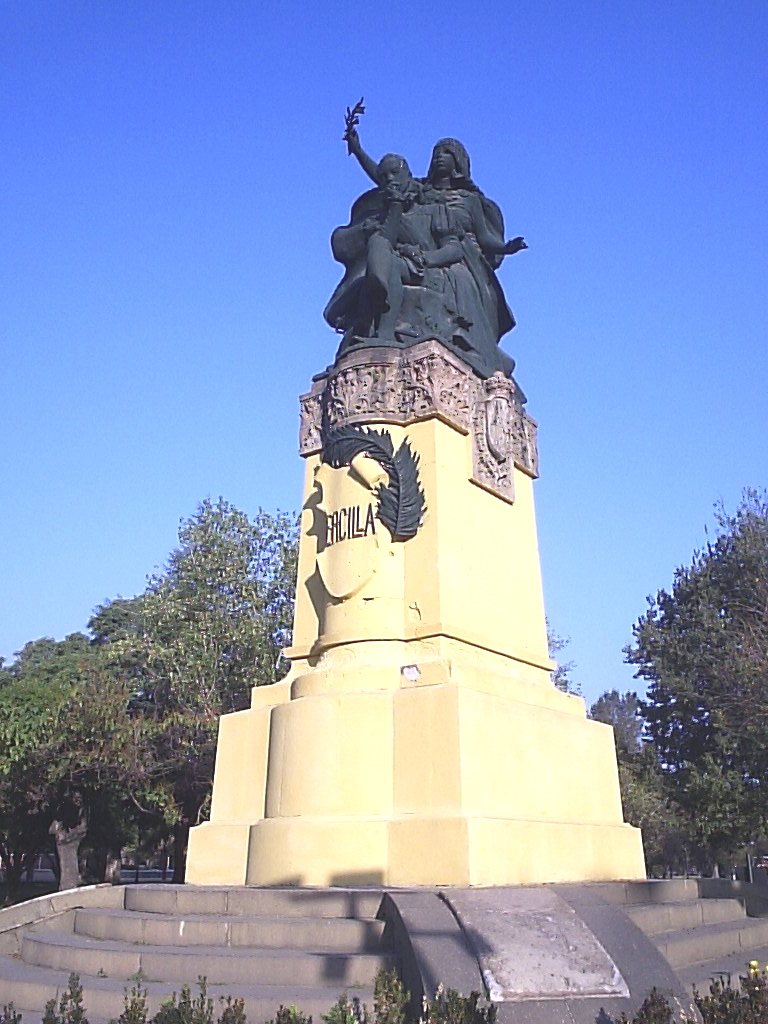
Socha Alonsa de Ercilly v Chile
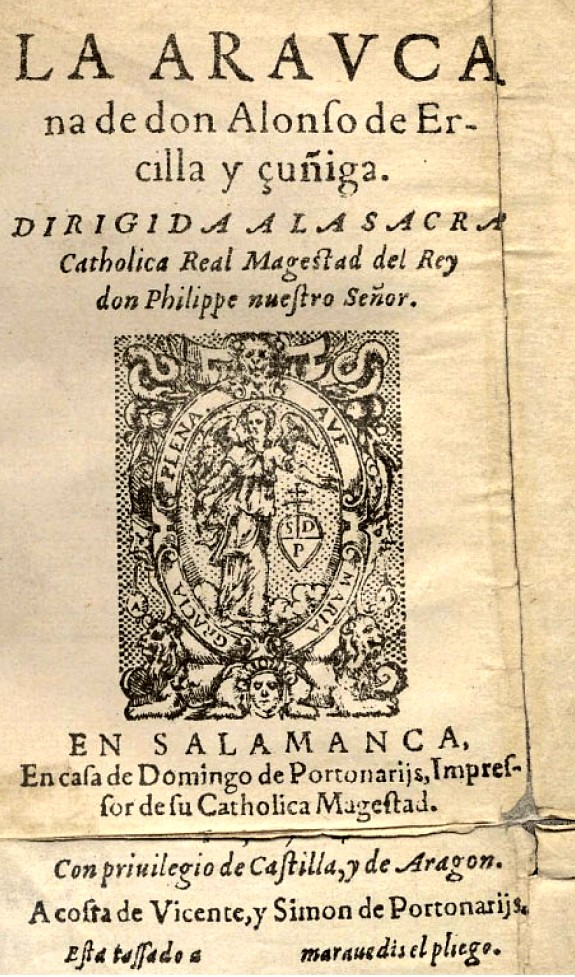
Dílo 'La Araucana' (1574)
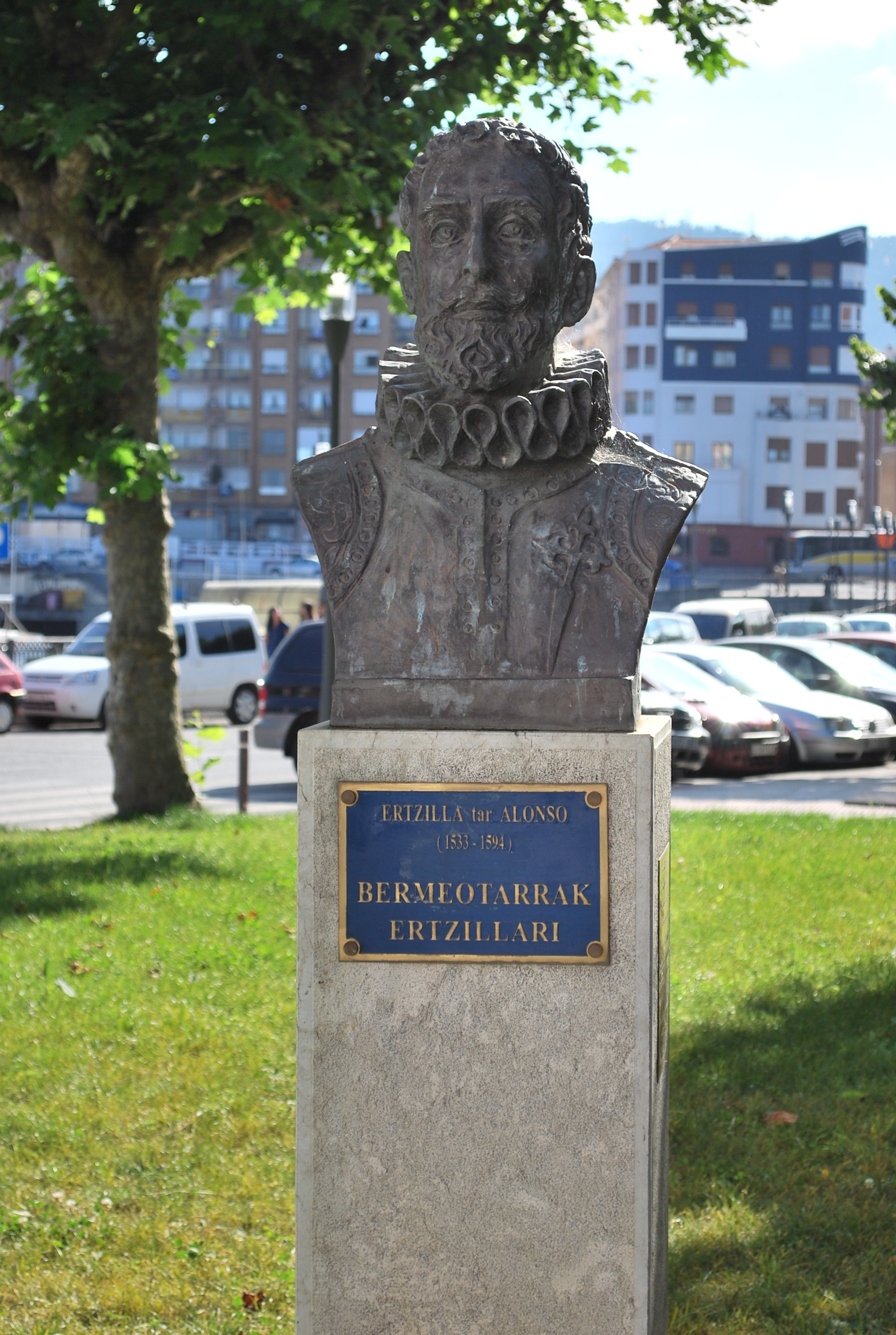
Alonso de Ercilla y Zúñiga